# انفجار کارخانه کربنات سدیم فیروزآباد
انفجار کارخانه کربنات سدیم فیروزآباد روز دوشنبه ۲۳ خرداد ۱۴۰۱ بر اثر ترکیدگی لوله اتصال به مخزن و نشت گاز از مخزن آمونیاک و آتش‌سوزی یکی از مخازن نیتروژن صورت گرفت. تعداد مصدومین این حادثه ۱۴۹ نفر بودند که ۱۲۶ نفر از بیمارستان ترخیص شدند.

## شرح حادثه
حوالی ساعت ۱۷ عصر روز دوشنبه ۲۳ خرداد، کارخانه کربنات سدیم شهرستان فیروزآباد فارس به دلیل نشت گاز از منبع آمونیاک دچار انفجار و آتش‌سوزی شد. تعداد مصدومان حادثه نشتی در مخازن کارخانه کربنات سدیم فیروزآباد به ۱۴۹ نفر رسید. در پی این حادثه مسیر جم به فیروزآباد به دلیل نشت گازهای سمی مسدود شده بود که اینک انسداد این جاده مرتفع شده‌است. این حادثه در حالی اتفاق افتاده‌است که کارخانه کربنات سدیم فیروزآباد از آذر سال ۱۳۹۹ آغاز به کار کرده و کمتر از دو سال از راه‌اندازی آن می‌گذرد.